# Hôtel de ville de Pietermaritzburg
L'hôtel de ville de Pietermaritzburg (en anglais : Pietermaritzburg City Hall) est un bâtiment historique, siège de la ville de Pietermaritzburg, en Afrique du Sud.

## Histoire
Le bâtiment est construit entre 1899 et 1901 à la place d'un premier hôtel de ville érigé en 1893 mais successivement détruit par un encendie en 1898. Le nouveau bâtiment est inaugurée au mois d'août 1901 par le duc de Cornouailles.

## Description
Le bâtiment présente un style renaissance flamande et des façades en brique rouge. Il se caractérise par un beffroi d'angle de 47 mètres de hauteur.

## Galerie d'images

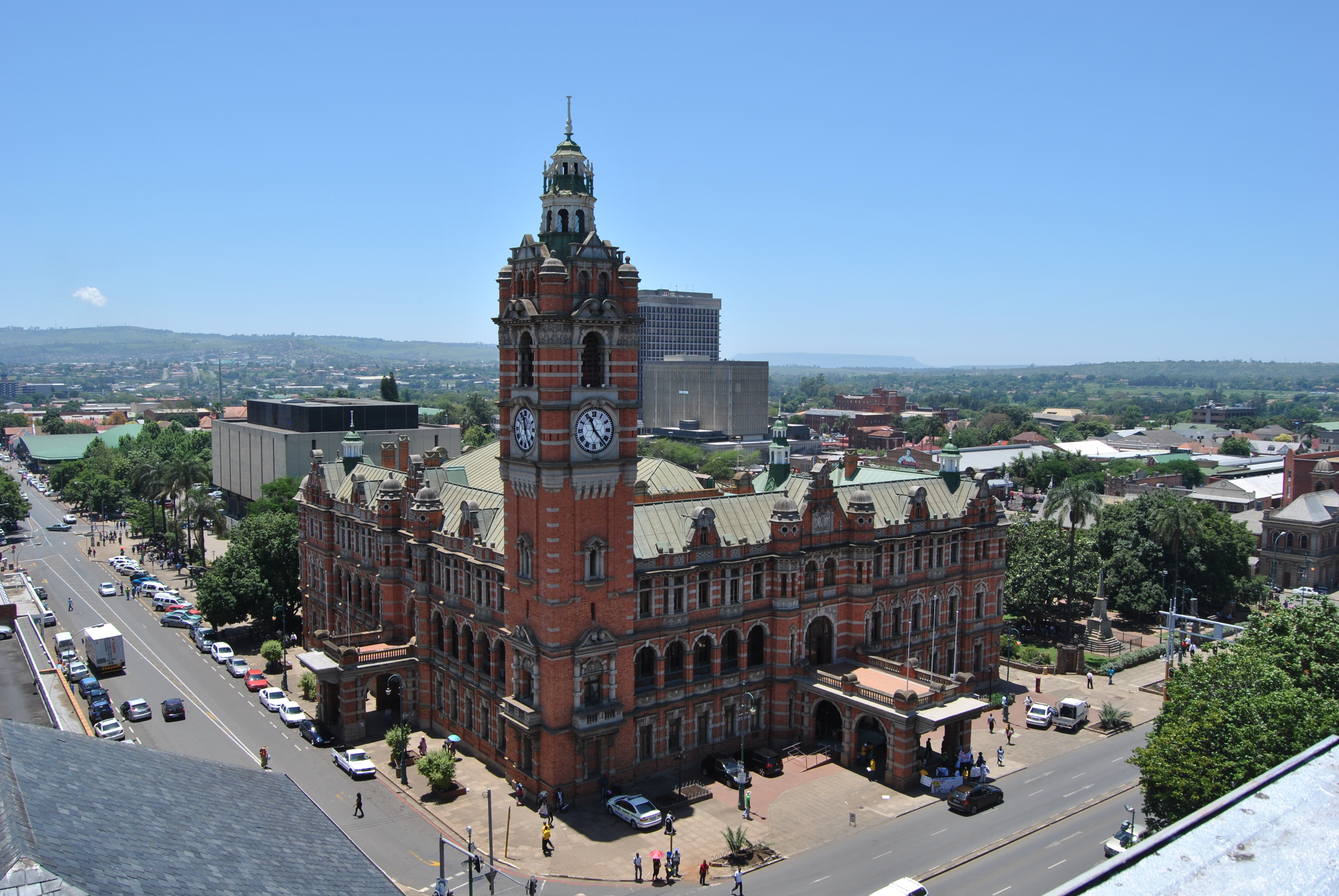
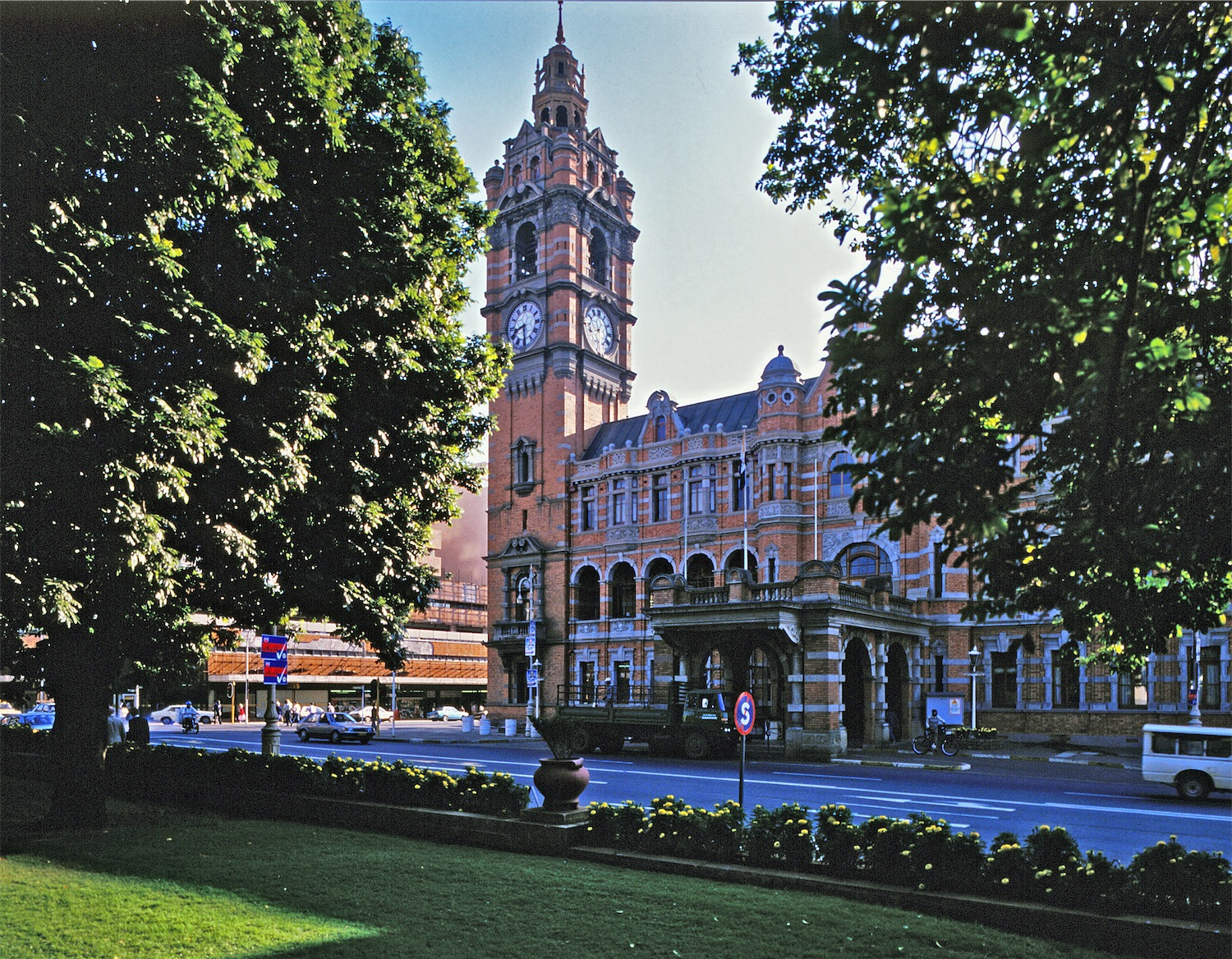
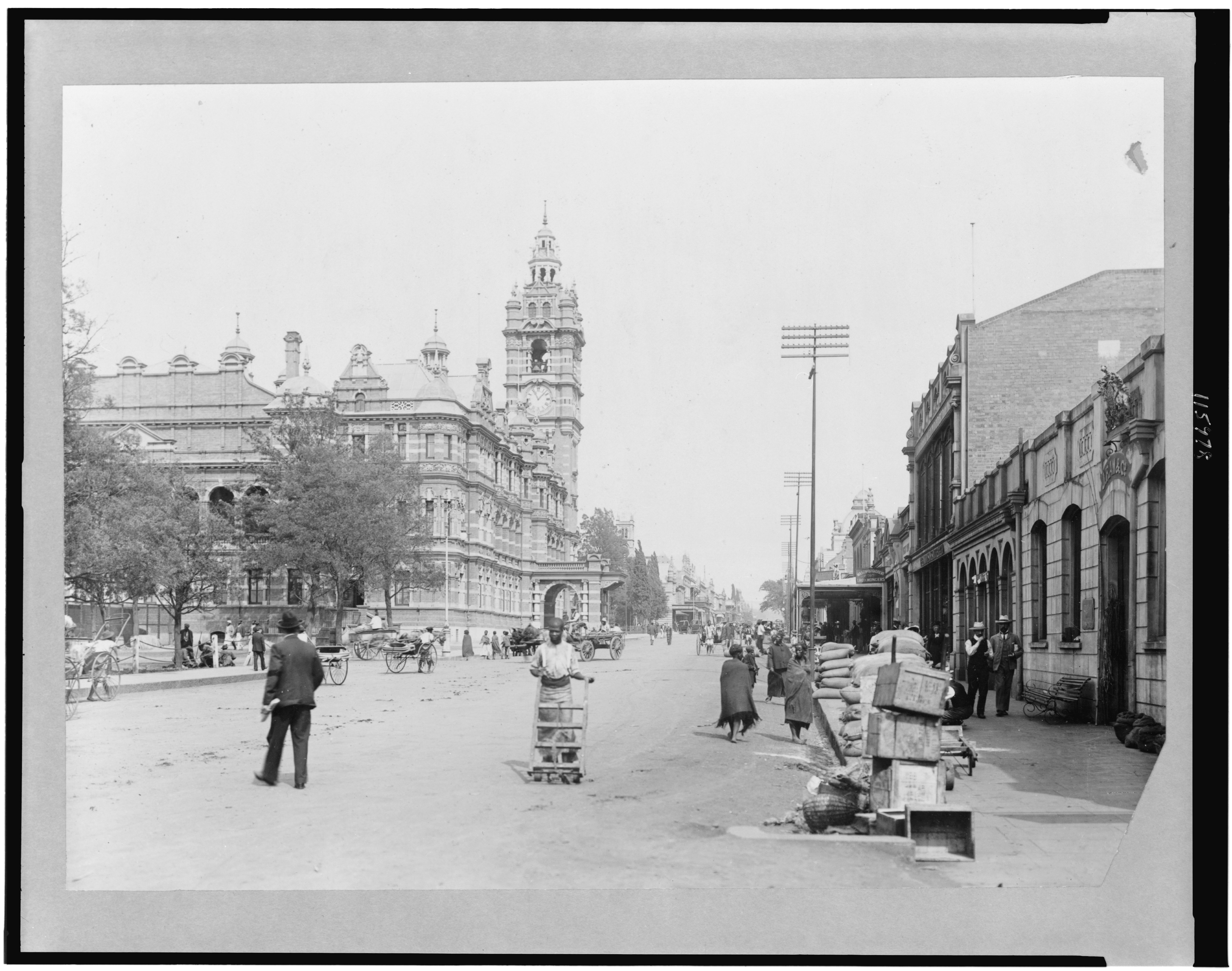